# Руфин (Брехов)
Епи́скоп Руфи́н (в миру Рома́н Ива́нович Бре́хов; 17 (29) ноября 1882, деревня Шуртан, Кунгурский уезд, Пермская губерния — 16 ноября 1937, Челябинск) — епископ автокефальной «Уфимско-Челябинской епархии староцерковников андреевского течения», где имел титул «епископ Саткинский и Игринский, викарий Уфимской епархии».

## Биография
Происходил из крестьянской семьи. Его отец, Иван Герасимович Брехов, принадлежал к единоверию. Получил домашнее религиозное образование.
В 1900-е годы поступил послушником в Воскресенский единоверческий монастырь, в Златоустовском уезде Уфимской губернии, где в 1912 году принял монашество, а затем и священный сан. После ликвидации монастыря в 1920 году поселился в посёлке Саткинский завод Златоустовского уезда (ныне город Сатка Челябинской области), где имелось несколько единоверческих общин.
Возведён в сан игумена единоверческого монастыря в городе Сатка. Этот период его служения так был описан в газете «Пролетарская мысль» от 21 декабря 1928 года:

О. Руфин считался одним из благочестивых и пристойных служителей саткинского прихода. Авторитет среди прихода он завоевал своим смирением, кротостью и благочестием. Бывали случаи: потребуется повенчать рабочего или окрестить ребёнка, сделать «душеотпущение» — он в любое время к вашим услугам. Нет денег, а обряд совершить верующему нужно, отец Руфин учитывая материальное положение рабочего, брал самую минимальную плату, а иногда и бесплатно. Этим он показывал, что он до сребра не алчен. Службу он служил всегда против других церквей продолжительней и завершал её разжигательной проповедью, что, конечно, нравилось верующим.
— Хотя чувствовалась боль в пояснице от преклонения, но зато выходили из церкви бодрыми, так выражались верующие ветлужского прихода.
В быту отец Руфин вел себя очень пристойно, чуть ли не монашеский образ жизни и питал[с]я, как говорят «акридами и диким медом». Одеяние носил ветхое.

В 1923 году арестован в Сатке и выслан на три года в Среднюю Азию. Проживал в ссылке в городе Теджене в Туркменистане.
В июне 1925 года вместе с единоверческим архимандритом Антонием (Миловидовым) и архимандритом Питиримом (Ладыгиным) — выехал в город Теджен Туркменской ССР, где согласно официальному ходатайству единоверческих приходов был предположительно 20 июня 1925 рукоположён в сан епископа Саткинского. Хиротонию совершили: епископ Андрей (Ухтомский) и находившийся также в ссылке в Теджене Нижнетагильский епископ Лев (Черепанов); вероятно, в ней участвовал и рукоположённый накануне единоверческий Усть-Катавский епископ Антоний (Миловидов).
3 сентября 1925 года вместе с Андреем (Ухтомским) рукоположил для старообрядцев «беглопоповского» толка епископа Климента (Логинова). В том же году он вместе с епископом Андреем и другими клириками участвовал в попытке воссоединения новообрядческой и старообрядческой церквей. Наравне со всеми участниками епископ Руфин не был признан Древлеправославным Собором 1925 года и остался в новообрядчестве.
В 1926 году после отбытия ссылки прибыл в Сатку.
16 марта 1926 года в Уфе состоялось архиерейское совещание, обсуждавшее каноничность поставления епископа Руфина, а также Питирима (Ладыгина) и Антония (Миловидова) в котором приняли участие три викария Уфимской епархии: епископ Златоустовский Николай (Ипатов), временный управляющий Уфимской епархией епископ Иоанн (Поярков), епископ Аскинский Серафим (Афанасьев) и епископ Байкинский Вениамин (Фролов). Несмотря на то, что собравшиеся в Уфе архиереи ранее были деятелями инициированной осенью 1922 году Андреем (Ухтомским) Уфимской автокефалии, хиротонии были признаны недействительными. Несмотря на решение архиерейского совещания, некоторые единоверческие приходы признали епископа Руфина (Брехова) своим архиереем и вышли из подчинения местным епископам. Для пресечения влияния среди единоверцев епископа Руфина 20 сентября 1926 года в сан единоверческого епископа Саткинского был хиротонисан Вассиан (Веретенников).
После издания «Декларации» Заместителем Патриаршего Местоблюстителя митрополита Сергия (Страгородского) встал в оппозицию к нему.
27 ноября 1928 года был арестован вместе с группой своих сторонников. В газете «Пролетарская мысль» от 11 декабря 1928 года значилось:

В Сатке ГПУ арестована группа епископа Руфима, занимавшаяся контр-революционной деятельностью и изготовлением всяких «божественных чудес».
Арестованы: епископ — бывший кучер князя Ухтомского, «новоиспеченный архимандрит» — бывший портной Александр Агапитов и дьякон Подвицкий — бывший эсер и пресечена контр-революционная работа группы в златоустовском соборе, состоявшая из торговцев, бывшего царского фотографа и попов, в которой также принимал участие техник метзавода — Мурдасов.

29 марта 1929 года приговорён к трём годам исправительно-трудовых лагерей и отправлен в лагерь. После освобождения из лагеря вернулся в Сатку.
Осенью 1931 года арестован «за контрреволюционную пропаганду и агитацию». 12 октября 1931 года был приговорён Особым совещанием при НКВД СССР по ст. 58 п. 10 УК РСФСР к трём годам ссылки в Северный край «за контрреволюционную пропаганду и агитацию».
Затем жил в Уфе, где, как следует из письма схиепископа Петра (Ладыгина), окормлял сторонников архиепископа Андрея (Ухтомского). С 1933 по 1937 года служил в Крестовоздвиженской церкви г. Уфы.
1 августа 1937 года было открыто «дело по обвинению участников руководящего центра контрреволюционной организации церковников в Башкирии». 30 сентября 1937 года был арестован в Челябинске по обвинению в создании «контрреволюционной повстанческой организации духовенства и церковников в Челябинской области и Башкирской республике», ставившей целью свержение советской власти, а также в шпионаже в пользу Японии. Содержался под стражей в спецкорпусе Управления НКВД по Челябинской области. По делу были арестованы также епископ Варфоломей (Аттиков), настоятель андреевского Симеоновского храма Челябинска священник Василий Хлопотов, протодиакон этого храма Никита Мезенцев и секретарь автокефальной епархии Александр Сальников. В обвинительном заключении было записано:

В октябре 1937 г. УГБ НКВД Башкирской АССР вскрыта и ликвидирована существовавшая на протяжении ряда последних лет, проводившая активную контрреволюционную деятельность повстанческая организация церковников. Следствием установлено, что организация была создана и действовала директивами всесоюзного объединённого центра церковников в Москве, возглавляемого митрополитом Сергием Страгородским и другим высшим духовенством <…> Для подготовки вооруженного восстания был создан Уфимский повстанческий центр в составе обвиняемых по этому делу: Козлова Владимира — епископа Сергиевской ориентации, Корнеева Сергия — епископа обновленческой ориентации, Брехова Руфима — епископа Автокефальной церкви. <…> Участником повстанческого центра Бреховым возглавлялась шпионская деятельность в пользу иностранных разведок, для чего им широко использовалось подведомственное ему духовенство и монашеский элемент. Проводилась активная антисоветская пораженческая агитация среди широких слоёв населения, для чего используется монашеский элемент, бродячие монашки являлись главным источником распространения всяких контрреволюционных провокационных слухов, рассчитанных на восстановление населения против Советской Власти.
4 ноября 1937 года постановлением Особой тройки УНКВД Челябинской области епископ Руфин и другие обвиняемые были приговорены к высшей мере наказания. Расстреляны в Челябинске 16 ноября того же года.